# Meliolales
Meliolales es un orden de hongos de la clase de los sordariomicetos.
Consta de dos familias: Armatellaceae y Meliolaceae.